# Day After Day (canción de Badfinger)
«Day After Day» es una canción de la banda de rock británica Badfinger de su álbum de 1971 Straight Up. Fue escrito por Pete Ham y producido por George Harrison, quién también grabó la guitarra con el efecto "slide". La canción fue emitida como sencillo siendo uno de los mejores y más famosos de la banda, llegaría al número 4 en los Estados Unidos y ganaría certificación de oro de la Recording Industry Association of America.

## Grabación
«Day After Day» fue escrito e interpretado por Pete Ham y producido por George Harrison, quién interpreta algunas partes de guitarra con "slide" en la canción junto con Ham. La canción también incluye a Leon Russell en el piano. La canción quedó inacabada por Harrison al mismo tiempo que abandonaba el proyecto del álbum para producir el Concert for Bangladesh, la mezcla final estuvo hecha por Todd Rundgren, quién retomó el Straight Up después de la salida de Harrison.

## Lanzamiento
Lanzado como sencillo en los EE. UU. en noviembre de 1971 (enero de 1972 en otros países), se convertiría en el sencillo más exitoso de la banda en este país, llegando al número 4 en la lista de Billboard Pop Singles. También llegó al número 10 en la lista de UK Singles Chart en enero de 1972. Sigue siendo una de las canciones más conocidas de la banda, mayormente por el intro y  solo de guitarra con efecto "slide". Fue Sencillo de Oro en marzo de 1972, convirtiéndose en el primer y único single de oro de la banda. "Day After Day" alcanzó el número 10 en la encuesta Billboard Easy Listening.

## Personal
Badfinger
- Pete Ham – voz principal, guitarra acústica, slide
- Tom Evans – coros, bajo
- Joey Molland – coros, guitarra acústica
- Mike Gibbins – batería, percusión

Músicos adicionales
- George Harrison – slide guitar
- Leon Russell – piano

## Versiones
- En 1972, The Lettermen lanzó su álbum "Lettermen - 1" con esta canción en el lado 1.
- También en 1972, Engelbert Humperdinck versionó la canción para su álbum "In Time".
- En 1986, Savatage grabó la canción para su álbum Fight for the Rock.
- En 1990, la banda de rock de Dreams So Real versionó la canción para su álbum Gloryline.
- En 1990, la banda de synthpop Exotic Birds versionaron la canción para su álbum Equilibrium.
- En 2006, Rod Stewart versionó la canción en su álbum Still the Same… Great Rock Classics of Our Time.
- En 2006, Neal Morse realizó una versión para su álbum Cover to Cover.
- En 2008, Midge Ure versionó la canción en su álbum 10.

## En la cultura popular
- En 2007, la canción fue utilizada en un anuncio de televisión para la NBA que celebra el resurgimiento del Boston Celtics.
- En 2007, la canción estuvo presentada en "Eternal Moonshine of the Simpson Mind", en uno de los episodios de la Temporada 19 de la serie de televisión animada Los Simpson.